# Вильяно-Биеллезе
Вильяно-Биеллезе (итал. Vigliano Biellese) — коммуна в Италии, располагается в регионе Пьемонт, в провинции Биелла.
Население составляет 8493 человека (2008 г.), плотность населения составляет 1 063 чел./км². Занимает площадь 8 км². Почтовый индекс — 13856. Телефонный код — 015.
Покровителем коммуны почитается Архангел Михаил. В коммуне 15 августа особо празднуется Успение Пресвятой Богородицы.

## Демография
Динамика населения:

## Администрация коммуны
- Официальный сайт: http://www.vigliano.info/ Архивная копия от 11 марта 2011 на Wayback Machine